# Вейфан
Вейфан (спрощ.: 潍坊; кит. трад.: 濰坊; піньїнь: Wéifāng) — префектура на рівні міста у центрі провінції Шаньдун, Китайська Народна Республіка. Місто на північному заході межує з м. Дун'їн, на захід — Цзибо, на південний захід — Ліньї, на півдні — Жичжао, а на сході — Циндао. Вейфан на півночі розташоване на березі затоки Лайчжоу.
У Вейфані за переписом 2010 року проживало 9 086 241 житель, з яких 2 659 938 жили в забудованій області, що складається з 4 міських округів (Куйвень, Вейчен, Ханьтін і Фанцзи) та округи Чанле, яка значною мірою урбанізована.
Вейфан має безліч природних і історичних визначних пам'яток, таких як сад Шиху (від кінця династії Мін і до початку династії Цін), павільйон Фаньгун  (династія Сун), археологічні артефакти (у тому числі динозаврів, скам'янілостей, в Shanwang, Линьчу), Національний Лісовий Парк Маунт-ух, гори, у яких перемогли Old Dragon Spring. Також добре відомі новорічні ксилографічні розписи з Янцзябу.

## Адміністрація
Префектура міста Вейфан складається з 12 повітових відділів, у тому числі 4 міських районів, 6 повітових міст і 2 округів.
| Карта                                                                                        | Карта    | Карта         |
| -------------------------------------------------------------------------------------------- | -------- | ------------- |
| ① Ханьтін Фанцзи ② Ліньцюй Чанле Цінчжоу Чжучен Шоугуан Аньцю Гаомі Чан'ї ① Вейчен ② Куйвень |          |               |
| Назва                                                                                        | Оригінал | Пін'їнь       |
| Вейчен                                                                                       | 潍城区   | Wéichéng Qū   |
| Ханьтін                                                                                      | 寒亭区   | Hántíng Qū    |
| Фанцзи                                                                                       | 坊子区   | Fāngzǐ Qū     |
| Куйвень                                                                                      | 奎文区   | Kuǐwén Qū     |
| Ліньцюй                                                                                      | 临朐县   | Línqú Xiàn    |
| Чанле                                                                                        | 昌乐县   | Chānglè Xiàn  |
| Цінчжоу                                                                                      | 青州市   | Qīngzhōu Shì  |
| Чжучен                                                                                       | 诸城市   | Zhūchéng Shì  |
| Шоугуан                                                                                      | 寿光市   | Shòuguāng Shì |
| Аньцю                                                                                        | 安丘市   | Ānqiū Shì     |
| Гаомі                                                                                        | 高密市   | Gāomì Shì     |
| Чан'ї                                                                                        | 昌邑市   | Chāngyì Shì   |

## Географія
Вейфан має мусонний вплив, чотири сезони клімату, перебуваючи на межі між вологим континентальним і вологим субтропічним (за Кеппеном) з гарячим, вологим літом і холодною, але сухою зимою. 
Найтепліший місяць — липень із середньою температурою 26.7 °C (80 °F). Найхолодніший місяць — січень, із середньою температурою -3.3 °С (26 °F).
| Клімат Вейфана          | Клімат Вейфана | Клімат Вейфана | Клімат Вейфана | Клімат Вейфана | Клімат Вейфана | Клімат Вейфана | Клімат Вейфана | Клімат Вейфана | Клімат Вейфана | Клімат Вейфана | Клімат Вейфана | Клімат Вейфана | Клімат Вейфана |
| Показник                | Січ.           | Лют.           | Бер.           | Квіт.          | Трав.          | Черв.          | Лип.           | Серп.          | Вер.           | Жовт.          | Лист.          | Груд.          | Рік            |
| Абсолютний максимум, °C | 15             | 22             | 27             | 32             | 37             | 40             | 40             | 38             | 32             | 30             | 22             | 17             | 40             |
| Середній максимум, °C   | 2              | 7              | 13             | 20             | 26             | 30             | 31             | 30             | 26             | 21             | 12             | 6              | 18             |
| Середня температура, °C | −3             | 1              | 6              | 13             | 19             | 23             | 26             | 25             | 20             | 14             | 6              | 0              | 12             |
| Середній мінімум, °C    | −8             | −5             | 0              | 6              | 12             | 17             | 22             | 21             | 15             | 8              | 1              | −5             | 7              |
| Абсолютний мінімум, °C  | −21            | −17            | −11            | −3             | 3              | 10             | 16             | 12             | 3              | −2             | −12            | −16            | −21            |
| Норма опадів, мм        | 0              | 0              | 0              | 20             | 60             | 100            | 160            | 130            | 50             | 20             | 20             | 20             | 640            |
| Днів з дощем            | 2              | 2              | 1              | 4              | 8              | 9              | 12             | 10             | 8              | 3              | 2              | 5              | 70             |
| Вологість повітря, %    | 56             | 57             | 56             | 54             | 52             | 64             | 79             | 79             | 70             | 62             | 67             | 66             | 64             |
| ----------------------- | -------------- | -------------- | -------------- | -------------- | -------------- | -------------- | -------------- | -------------- | -------------- | -------------- | -------------- | -------------- | -------------- |
| Джерело: Weatherbase    |                |                |                |                |                |                |                |                |                |                |                |                |                |

## Економіка

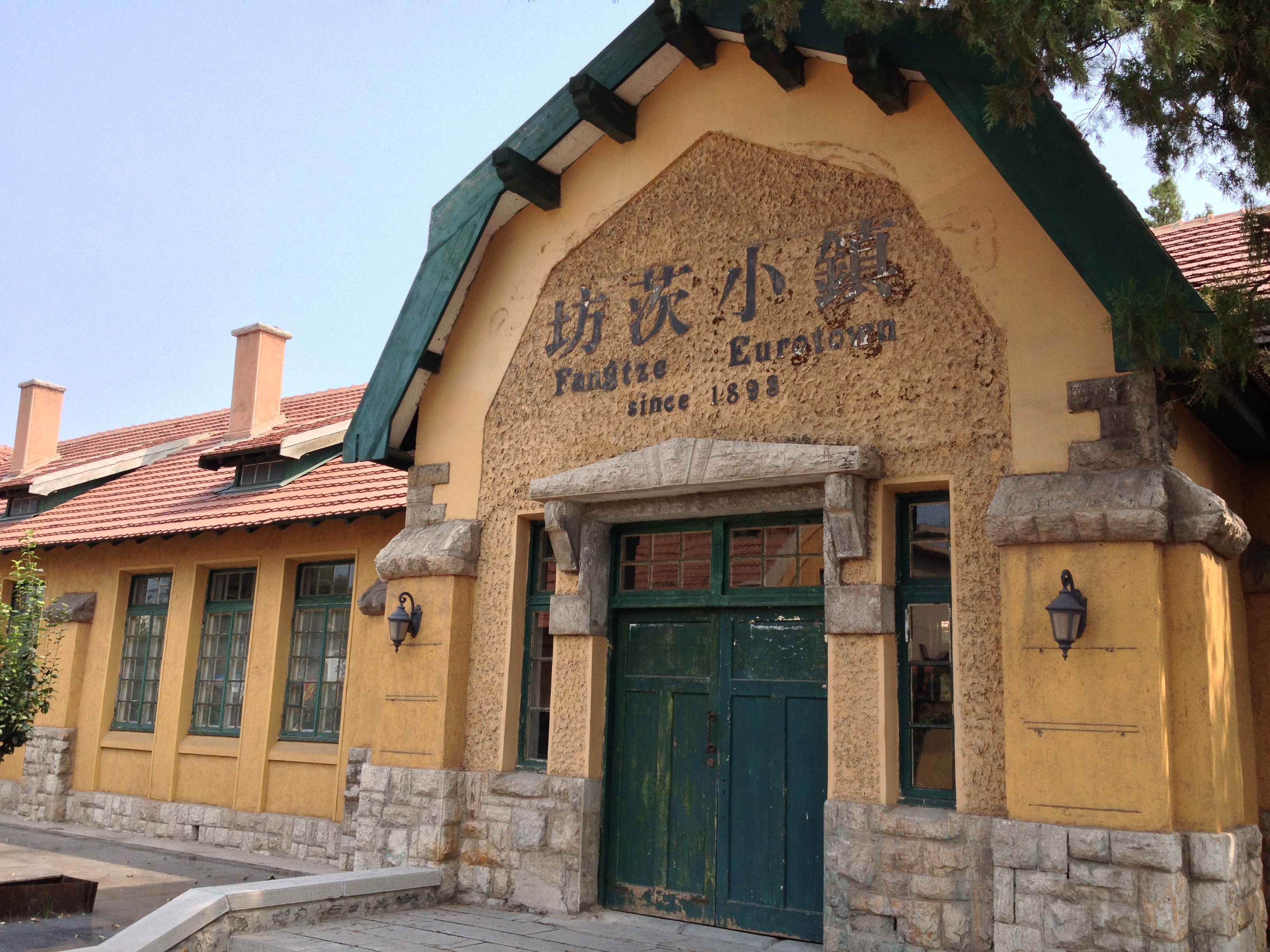
Старовинний німецький залізничний вокзал у місті Вейфан

Створена у серпні 1995 року, Вейфансько-Тяньцзіньська економічна і технологічна зона розвитку (BEDA) — це національна економічна і технологічна зона розвитку, розвиток якої схвалений державною Радою. Площа 677 км². Економічна зона має багато державних промислових земель для використання площею 400 км². Спочатку економічна зона була створена як Національна демонстраційна зони для стимулювання морської науки і техніки, а також як Національна Інноваційна база для розвитку торгівлі за рахунок науки і техніки в рамках Еко-промислового парку.
У місті розташовані компанія з виробництва дизельних двигунів та фабрики Вейхай. Село Янцзябу в районі Ханьтін славиться народним друком на дереві (няньхуа) та виготовлення повітряних зміїв.
У 1980-х роках, у Чанле (昌乐县) була відкрита шахта з видобутку сапфірів. Згідно з оприлюдненою інформацією, мільярди карат сапфірів розташовані під землею на площі 450 км2. Ця шахта стала однією з чотирьох сапфірових копалень у світі. Головна особливість цього сапфіру — це темно-синій або майже чорний колір через високий вміст заліза.

## Армія
У Вейфані знаходиться штаб 26-ї групи армій народно-визвольної армії КНР, однієї з трьох груп армій, що входять до Цзінанського військового округу, який покликаний захищати рівнину Жовтої річки.

## Культура

### Повітряний змій

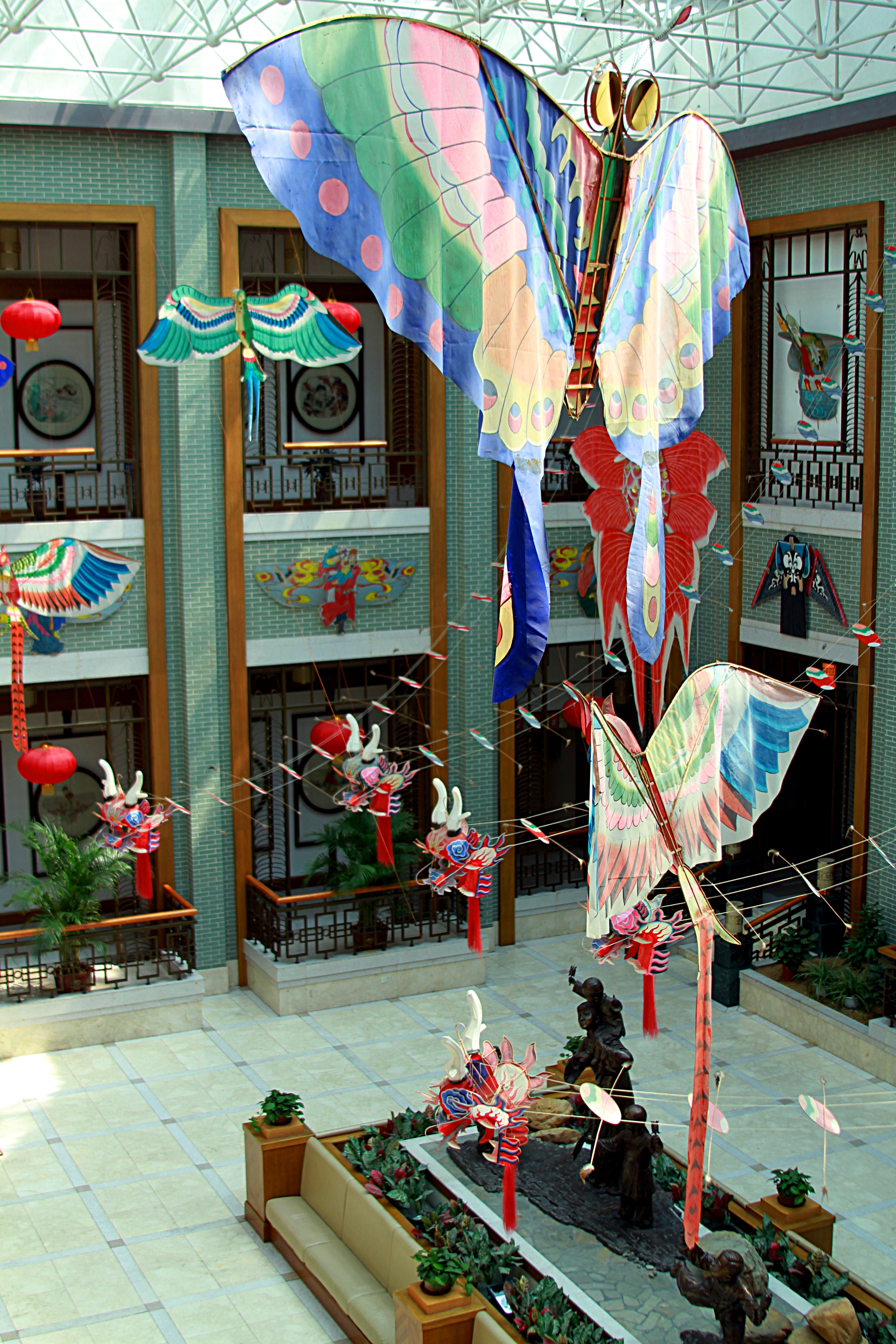
Музей повітряних зміїв у Вейфані

Повітряний змій — це традиційний звичай серед жителів Вейфана у весняний час. У 1984 році у Вейфані пройшов перший міжнародний фестиваль повітряних зміїв. Більше десяти тисяч шанувальників повітряних зміїв (кайтів) взяв участь у церемонії відкриття. Люди з одинадцяти різних країн і регіонів, включаючи США і Канаду, взяли участь у фестивалі повітряних зміїв. Відтоді місто організовує Вейфанський Міжнародний фестиваль повітряних зміїв кожен рік. Він проводиться щороку у квітні

### Живопис
Щорічна Рада Янцзябу (杨家埠木版年画), одна з трьох найбільш відомих китайських народних картин в історії, почалася ще з кінця династії Мін. Воно досягло піку свого розвитку під час правління династії Цин. Люди, як правило, замінюють старі щорічний бабах на нові напередодні Китайського нового року, який є найважливішим святом у Китаї, для того, щоб давати благословення для родини і друзів на наступний рік. Однак, у наш час у Вейфані цю традицію не підтримують.

### Вирізці

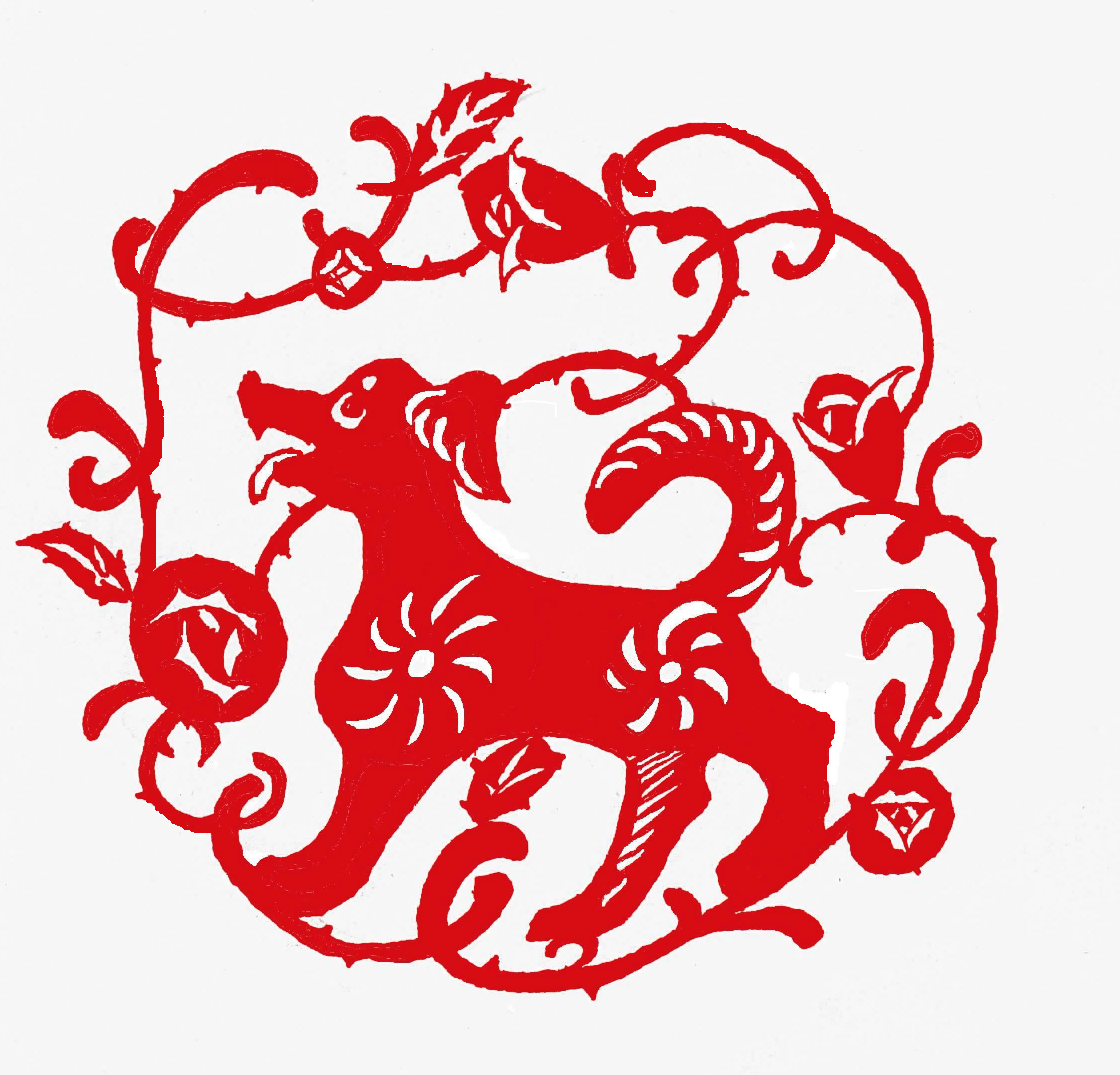
Китайські вирізці оформлені у стилі, який практично ідентичний оригіналу 6-го століття

Мистецтво дизайнерського вирізання паперу має довгу історію в місті Гаомі. Це широко поширене ремесло унікального стилю, коли використовується сильний контраст в кольорі, прямі і прості лінії і перебільшені обриси. Персонажі в основному від драматичних історій, а також квіти і птах та деякі фантастичні символи.

## Відомі люди
- Чжен Сюань (127—200), Східної династії Хань Конфуціанський вчений
- Лю Юн (1719—1805), відомий Цін чинуша
- МО Янь (1955 —), реального ім'я Гуань моє, відомий письменник, удостоєний Нобелівської премії з літератури в 2012 році.
- Фей Фей Сун (нар. 1989 р.), Фотомодель
- Імператор Шунь з трьох Володарів і п'яти імператорів періоду
- Інь Ян, Період Чуньцю, політик
- Цзя Симяо, Династія Північна Вей агроном